# Ilse Bois
Ilse Bois (née le 11 mars 1896 à Berlin-Schöneberg, Empire allemand, et morte en 1960 à Londres, Royaume-Uni) fut une chanteuse de cabaret, une actrice du cinéma muet et une parodiste allemande.

## Biographie
Ilse Bois, sœur aînée de Curt Bois, commença par des rôles d'enfant au théâtre. Entre 1912 et 1918, elle joua dans beaucoup de comédies.
Au début de la République de Weimar, Ilse Bois se concentra sur le cabaret, se produisant à la  Wilde Bühne et au Kabarett der Komiker (de) avant leur fermeture en 1933. Juive, elle dut fuir, d'abord en Autriche, puis aux États-Unis et en Angleterre.

## Filmographie
- 1912 : Zwischen zwei Herzen
- 1913 : In Vertretung
- 1913 : Der geheimnisvolle Club
- 1913 : Das verschleierte Bild von Groß-Kleindorf
- 1914 : Der Flug in die Sonne
- 1916 : Ilse, die Millionenbraut (où elle fut également productrice)[1]
- 1916 : Titanenkampf
- 1916 : Die Töchter des Eichmeisters
- 1916 : Bobby als Amor
- 1917 : Ehestiftung mit Hindernissen
- 1917 : Das unruhige Hotel
- 1917 : Das große Los
- 1917 : Abenteuer im Warenhaus
- 1918 : Eine tolle Ratte
- 1918 : Der Bruder der Schwester
- 1927 : Der Geisterzug